# Seoul Semiconductor
Seoul Semiconductor är ett koreanskt företag som 2006 presenterade Acriche, världens första lysdiod som drivs direkt med 230 volt utan användande av någon form av transformator.